# Jüri Vilms
Jüri Vilms (ur. 13 marca 1889 w Pilistvere, zm. 13 kwietnia 1918 w Helsinkach) – estoński polityk i prawnik.

## Życiorys
Był jednym z założycieli powstałej w kwietniu 1917 Estońskiej Partii Socjalno-Radykalnej (we wrześniu 1917 przekształconej w Estońską Partię Pracy). Uczestniczył w Estońskim Kongresie Narodowym (2 lipca 1917), opowiadał się na nim za szeroką autonomią Estonii w ramach federacyjnego państwa rosyjskiego. Wszedł w skład powołanego 19 lutego 1918 Estońskiego Komitetu Ocalenia, mającego za zadanie proklamowanie niepodległości. W powołanym w dniu proklamowania niepodległości (24 lutego 1918) rządzie tymczasowym objął funkcje wicepremiera i ministra sprawiedliwości. Podczas okupacji niemieckiej (od 25 lutego 1918) pojmany, został rozstrzelany w Helsinkach.